# Dražice (Rimavská Sobota)
Dražice es un municipio del distrito de Rimavská Sobota en la región de Banská Bystrica, Eslovaquia, con una población estimada a final del año 2024 de 248 habitantes.
Se encuentra ubicado al este de la región, en la cuenca hidrográfica del río Sajó —un afluente derecho del río Tisza— y cerca de la frontera con la región de Košice y con Hungría.

## Demografía
| Año        | 1994 | 2004     | 2014     | 2024    |
| ---------- | ---- | -------- | -------- | ------- |
| Población  | 178  | 226      | 272      | 248     |
| Diferencia |      | +26,96 % | +20,35 % | −8,82 % |

| Año        | 2023 | 2024    |
| ---------- | ---- | ------- |
| Población  | 254  | 248     |
| Diferencia |      | −2,36 % |